# 王少军
王少军（1955年8月—2023年4月26日），河北邯郸永年县人。曾任中央警卫局局长、中共中央办公厅副主任、中央警卫团团长。

## 生平
1969年入伍，1975年加入中国共产党。2008年获授少将军衔。
2009年－2015年3月，任中央警卫局副局长。2015年3月－2021年7月，任中央警卫局局长。
2016年7月，晋升中将军衔。2018年1月，当选第十三届全国政协委员。他還是中国共产党第十九次全国代表大会代表。
2023年7月24日，新华社报道，王少军于2023年4月26日在北京逝世，享年67岁。